# Manning (Dél-Karolina)
Manning város az USA Dél-Karolina államában, Clarendon megyében, melynek megyeszékhelye is. Lakosainak száma 3878 fő (2020. április 1.).

## Népesség
A település népességének változása:
| Lakosok száma | 1069 | 4025 | 4108 | 3878 |
|               | 1890 | 2000 | 2010 | 2020 |